# Machima paranensis
Machima paranensis is een rechtvleugelig insect uit de familie sabelsprinkhanen (Tettigoniidae). De wetenschappelijke naam van deze soort is voor het eerst geldig gepubliceerd in 1950 door Rehn. Zoals de naam aangeeft, komt deze soort in de Braziliaanse staat Paraná.